# Печурино (Псковская область)
Печурино — деревня в Опочецком районе Псковской области. Входит в состав Болгатовской волости
Расположена в 32 км к северо-востоку от города Опочка и в 6 км к востоку от деревни Болгатово.
Численность населения по оценке на конец 2000 года составляла 6 человек, на 2011 год — 5 человек.
В Печурино родилась Александрова, Антонина Николаевна (1920—1949) — старшая стрелочница станции Валдай Военно-эксплуатационного отделения Калининской железной дороги. Герой Социалистического Труда.